# فییورلو اچ. لاگواردیا
فییورلو هنری لاگواردیا (به انگلیسی: Fiorello H. La Guardia) (با نام اصلی فییورلو انریکو لاگواردیا؛ زادهٔ ۱۱ دسامبر ۱۸۸۲ - درگذشتهٔ ۲۰ سپتامبر ۱۹۴۷ میلادی) یک سیاستمدار آمریکایی بود. او بیشتر به دلیل آنکه ۹۹امین شهردار نیویورک سیتی بود شناخته می‌شود.
فییورلو هنری سه دوره این سمت را از سال ۱۹۳۴ تا ۱۹۴۵ به نمایندگی از جمهوری‌خواهان داشت. پیش از آن وی به عنوان نمایندهٔ کنگره در سالهای ۱۹۱۶ و ۱۹۱۸ و مجدداً از سالهای ۱۹۲۲ تا ۱۹۳۰ انتخاب شده بود. از او به عنوان یکی از بزرگترین شهرداران نیویورک یاد می‌شود. به دلیل قد کوتاهش (۱٫۵۷ متر) به او «گل کوچک» (به ایتالیایی:Fiorello) می‌گفتند. وی به عنوان شخصی که از خطوط حزبی و جناحی عبور کرده بود در سالهای دههٔ ۱۹۳۰ فرد محبوبی به‌شمار می‌رفت. به عنوان یکی از طرفداران طرح نیو دیل فرانکلین دلانو روزولت که یک دموکرات بود حمایت می‌کرد؛ و در ازای آن روزولت حمایت مالی از شهر نیویورک کرد و حمایت از مخالفان او را قطع کرد. لاگواردیا سیستم حمل و نقل شهری نیویورک را یکپارچه کرد و همین‌طور به انجام برنامه‌های مسکن ارزان قیمت و مکانهای عمومی بازی و پارک‌ها و ساختن فرودگاه و پاسگاه پلیس در شهر نیویورک سازمان و ماشین سیاسی تمنی هال را شکست دهد و به بازسازی استخدام بر مبنای شایستگی دست بزند. . او همچنین به دلیل برنامهٔ رادیویی خود در کانال دابلیو ان وای سی با نام تاک تو پیپل (گفتگو با مردم) که از دسامبر ۱۹۴۱ تا دسامبر ۱۹۴۵ پخش می‌شد به یاد آورده می‌شود.